# Santa Clara (Utah)
Santa Clara è un comune degli Stati Uniti d'America, nella contea di Washington nello Stato dello Utah.